# Lisabonská smlouva (1667)
Lisabonskou smlouvu podepsaly 31. března 1667 Portugalsko a Francie, které se dohodly na desetiletém obranném a útočném spojenectví (alianci) proti Španělsku. Uzavřena byla na popud francouzského krále Ludvíka XIV., který se chystal zmocnit Španělského Nizozemí. Portugalská restaurační válka (Guerra da Restauração) za samostatnost, která začala v roce 1640 ukončením Iberské unie Španělska a Portugalska, se chýlila ke konci – formálně byla ukončena mírovou Lisabonskou smlouvou z roku 1668. Ludvík XIV. podporoval portugalský boj, neboť pokračování války by oslabovalo Španělsko, absorbovalo jeho finanční i vojenské zdroje a bránilo mu v posilování jeho pozice ve vztahu k Francii.

## Důvody

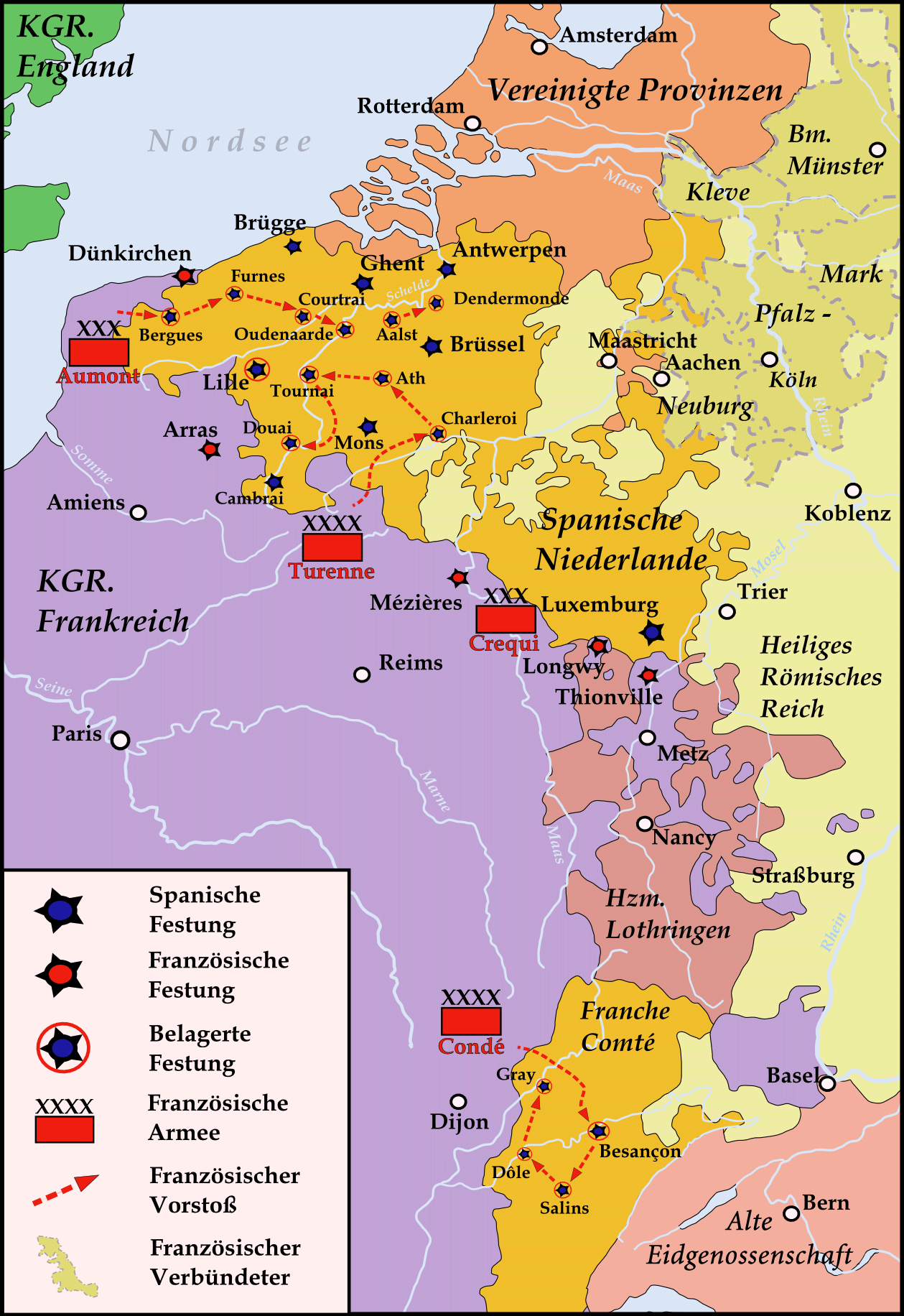
Smlouva byla koncipována tak, aby usnadnila francouzskou okupaci Španělského Nizozemí

Současně zahájila Anglie, Francie a Spojené provincie nizozemské rozhovory o ukončení druhé anglicko-nizozemské války z let 1665–1667. Na rozdíl od Francie angličtí diplomaté chtěli rychle ukončit válku Španělska s Portugalskem v naději, že vytvoří anglo-španělsko-portugalskou koalici proti Spojeným provinciím nizozemským a tak získají lepší podmínky pro obchodní dohody. Oproti tomu se Ludvík XIV. snažil takovou alianci zablokovat, mohla by narušit jeho plány invaze do Španělska.
Smlouva úspěšně dosáhla obou cílů. Když válka známá jako Devoluční válka 24. května začala, Francie obsadila většinu Španělska aniž se válkou vyčerpaná zem příliš bránila. V roce 1668 následovala invaze do Franche-Comté. Ostatní mocnosti ovšem považovaly francouzskou expanzi za společnou hrozbu; dne 27. května 1667 Španělsko a Anglie podepsaly 23. května 1667 v Madridu dohodu o obchodních podmínkách a 31. července 1667 v Bredě smlouvu, která ukončila anglo-nizozemskou válku.
Portugalský první ministr, profrancouzský hrabě Castelo Melhor, byl v září odvolán ze své funkce a Španělsko a Portugalsko uzavřely mír podepsaný v Lisabonu v únoru 1668. Tím se usnadnila cesta k podpisu dohody známé jako Trojitá aliance (Triple Alliance 1668) mezi Anglií, Spojenými provinciemi nizozemskými a Švédskem. Smlouva donutila Francii vrátit většinu území získaných invazí zpět Španělsku v rámci smlouvy z Cách z roku 1668.

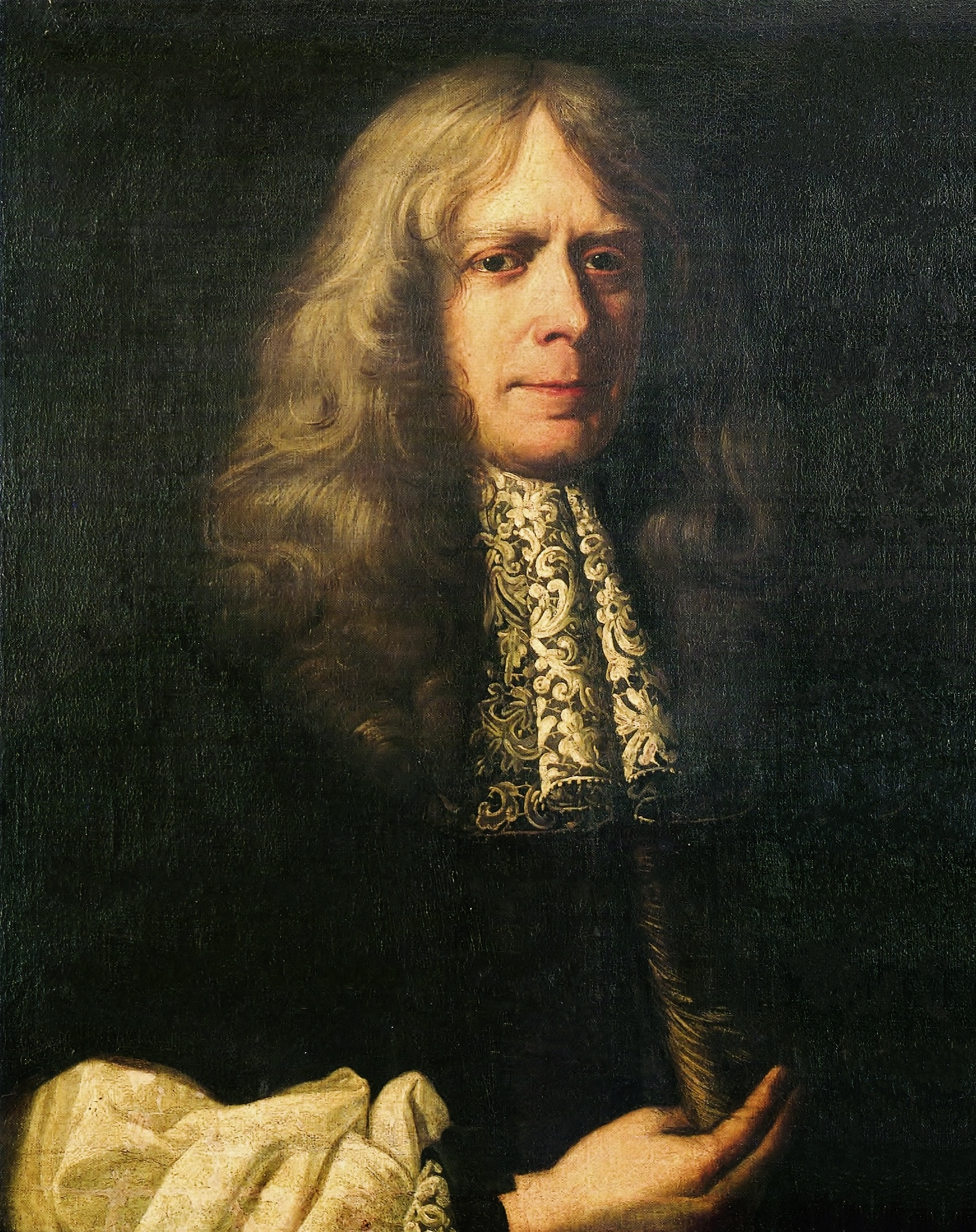
Luís de Vasconcelos e Sousa, 3. hrabě z Castelo Melhor

Smlouva byla jednou z řady dohod podepsaných mezi lety 1662–1668 v reakci na změny evropské rovnováhy sil. Francie podporovala Nizozemsko během osmdesátileté války se Španělskem jako součást habsburské politiky v Nizozemí. Válka výrazně oslabila Španělsko a Mnichovský mír z (Peace of Münster) roku 1648, který byl jednou z dohod, uzavíraných po konci třicetileté války potvrdil nizozemskou nezávislost a trvale uzavřel ústí řeky Šeldy. Také umožnil Amsterdamu větší kontrolu nad dovozem a vývozem přes severozápadní Evropu a narušil tak obchodní cesty svého rivala Antverp. Zachování tohoto obchodního monopolu se stalo dlouhodobou nizozemskou prioritou.
Francouzský ministr financí Jean-Baptiste Colbert tvrdil, že Antverpy a Španělské Nizozemí jsou pro hospodářský růst Francie zásadní. Koncem roku 1663 Ludvík XIV. dospěl k závěru, že Nizozemsko nikdy nepřistoupí na jeho územní požadavky, a tak zahájil přípravy na invazi do Španělského Nizozemska. Smlouva měla za cíl minimalizovat schopnost Španělska posílit obranu svých území.
V roce 1581 se království Portugalska a Španělska spojilo do personální unie pod vládou habsburského Filipa III. Španělského. Portugalsko s unií nesouhlasilo a to vedlo to v roce 1640 k vypuknutí války. Válka se táhla, nakonec trvala plných 28 let a vítězství Španělska bylo v nedohlednu. Koncem roku 1665 se jeho vládní finance zhroutily pod tlakem válečných výdajů. Bankrot vyhlásilo Španělsko celkem sedmkrát mezi roky 1643 a 1666. Smrt Filipa IV. Španělského v září 1665, kdy následník trůnu, jeho syn, budoucí Karel II. Španělský byl teprve čtyřletý, vyústila v boj o vládu mezi Marií Annou Habsburskou a Juanem José de Austria.

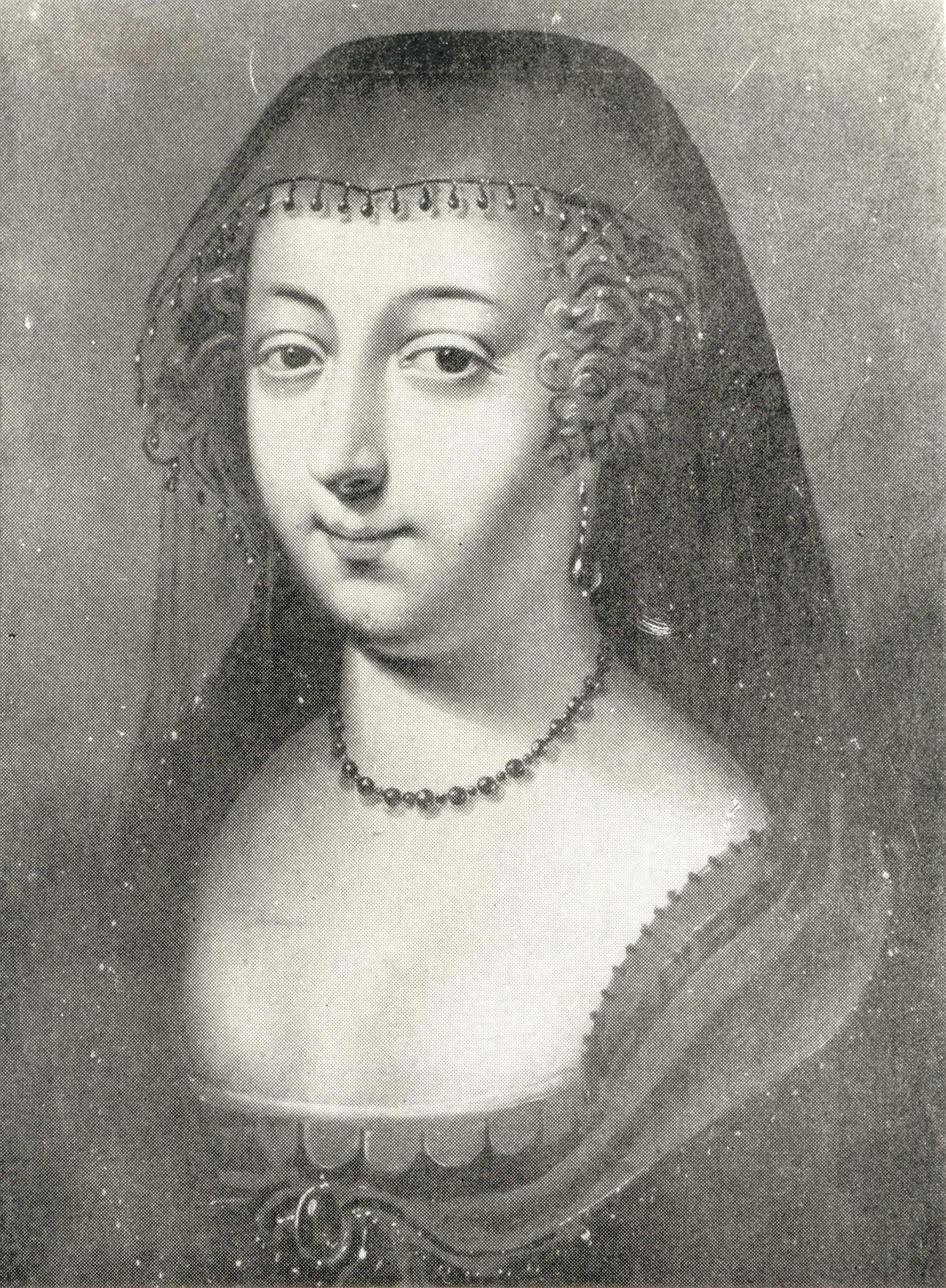
Marie Františka Isabela Savojská, manželka Alfonse VI., manželství nebylo úspěšné

V roce 1653 nastoupil na portugalský trůn král Alfons VI. Portugalský, který byl postižený nejen fyzicky ale i mentálně. Vládla za něho jeho matka Luisa de Guzmán. V roce 1662 byla intrikami hraběte Castelo Melhora zbavena vlády; Afonso Melhora jmenoval prvním ministrem a Luisu poslal do kláštera, kde v únoru 1666 zemřela.
Portugalská vláda byla rozdělena na pro-francouzskou a pro-anglickou frakci, vedené Castelo Melhorem a Afonsovým mladším bratrem Petrem II. Portugalským. V roce 1662 si Karel II. Stuart vzal Afonsovu sestru Kateřinu z Braganzy. Anglie proto poskytla Portugalsku vojenskou podporu, která ačkoli omezená, byla rozhodující pro porážku Španělska v letech 1663–1665. Po zahájení druhé anglo-nizozemské války v roce 1665 se angličtí diplomaté zaměřili na budování anglo-portugalsko-španělské aliance proti Spojený provinciím nizozemským a nabídli se zprostředkovat smír mezi válčícími zeměmi.
Castelo Melhor navrhl, aby manželství Karla II. Stuarta s portugalskou infantkou Kateřinou z Braganzy bylo vyváženo přivdáním francouzské princezny do portugalské královské rodiny. Vybrána byla Marie Františka Isabela Savojská. Marie byla nejprve nabídnuta bratru krále Alfonsa VI. Petrovi II. Ten ji ale odmítl, byla tedy nabídnuta Afonsovi VI. a ten ji přijal. Ludvík XIV. přesvědčil Karla II. Stuarta aby nepožadoval nedoplacenou část věna Kateřiny. Maria dorazila do Portugalska 2. srpna 1666 za doprovodu nového francouzského velvyslance, markýze de St. Romain. Svatba se konala téhož dne; Afonso brzy slavnost a údajně neprojevil žádný zájem o naplnění manželství.
V počátečních stádiích války se Španělskem Portugalsko povolilo anglickým a nizozemským soukromým osobám bránit španělské obchodní přepravě. Této příležitosti Spojené provincie nizozemské využily k útoku na portugalské kolonie. Podle smlouvy z Haagu z roku 1661 (Treaty of The Hague (1661) se Portugalsko vzdalo většiny svých území v Asii, ale ponechalo si území v Brazílii a Africe. Castelo Melhor a další portugalská elita věřili, že roztržka mezi Francií a Spojenými provinciemi je nevyhnutelná a že smlouva s Francií jim poskytne příležitost znovu získat ztracené kolonie.

### Podmínky
Pro Ludvíka XIV. byla smlouva způsob, jak Španělsku vyhrožovat, aniž by vyhlásil válku. Tvrdil, že Španělské Nizozemí je po právu jeho, neboť území vyženil. Castelo Melhor doufal, že aliance s Francií ukončí válku za podmínek příznivých pro Portugalsko.
Došlo také k dohodě, že pokud Anglie formálně ukončí anglo-španělskou válku z let 1654–1660, Francie do 30 měsíců vyhlásí válku Španělsku nebo zaplatí Portugalsku 900 000 cruzados. Portugalsko by pokračovalo ve válce se Španělskem a na oplátku by dostalo dotaci 600 000 cruzados měsíčně. Smlouva poskytla francouzským obchodníkům stejné obchodní výhody, jaké byly poskytnuty Anglii a Spojeným provinciím. Ludvík XIV. souhlasil s požadavkem vrátit Portugalsku obchodní místa v indickém státě Kerala, Kannur a Kochi, která byla kontrolována Spojenými provinciemi od roku 1663.
Strany se rovněž dohodly, že nebudou uzavírat mír, dokud Španělsko nesplní požadavky Ludvíka XIV. na území Španělského Nizozemí a požadavek aby Portugalsko pokračovalo ve válce ve prospěch Francie. Francie se zavázala zajistit aby Portugalci znovu získali všechna území, které vlastnilo Španělsko. Ve skutečnosti toho již bylo dosaženo.

## Důsledky

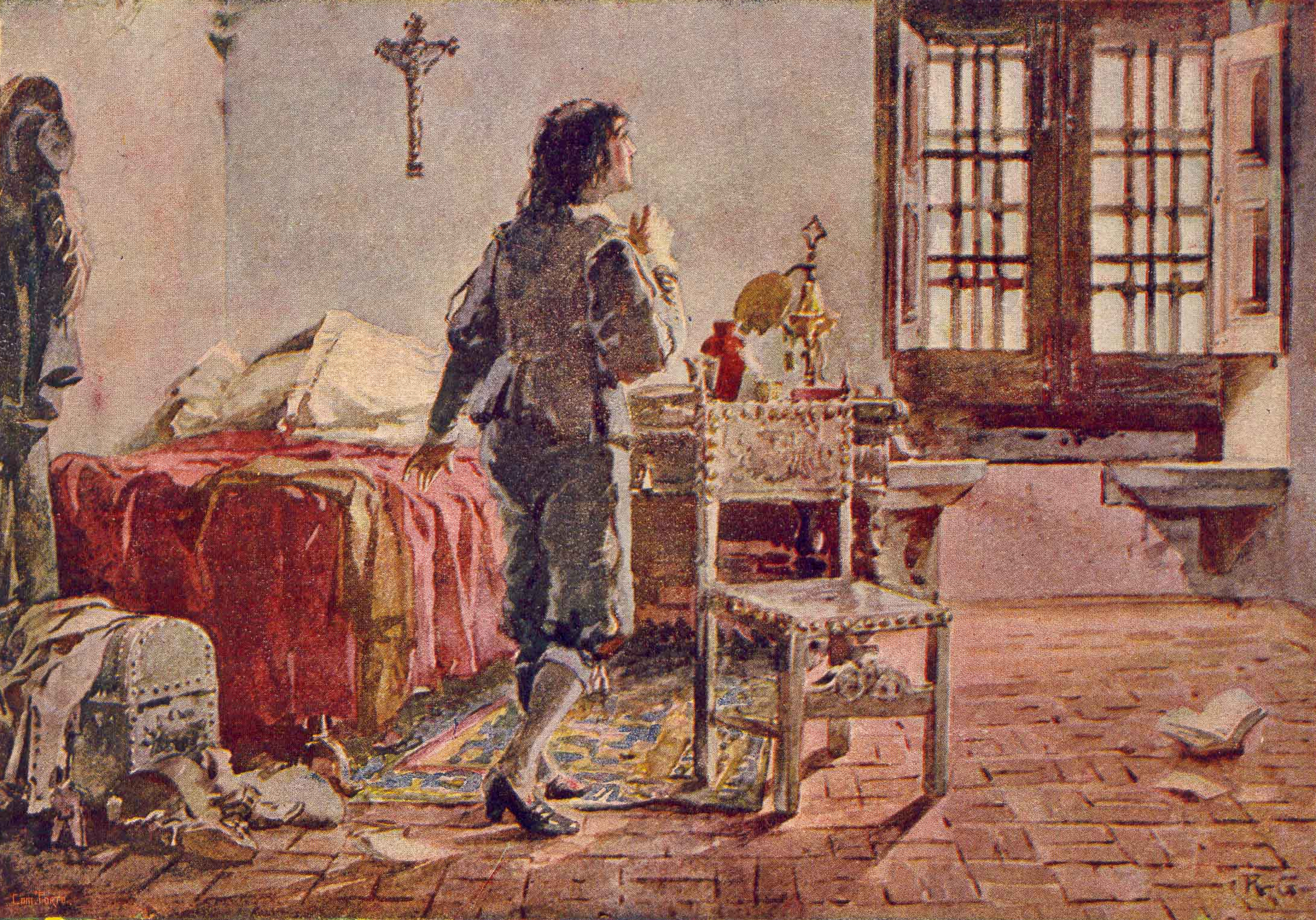
Afonso VI. Portugalský, sesazený Petrem II. a držený v Sintře královském paláci Palácio Nacional de Sintra.

Ludvík XIV. dosáhl svého cíle, tedy okupace Španělského Nizozemí bez mezinárodních problémů. Ovšem ostatní mocnosti začaly vnímat Francii jako společnou potencionální hrozbu. Dne 23. května 1667 Španělsko a Anglie podepsaly madridskou smlouvu, následovanou 31. července 1667 Bredskou smlouvou, která ukončila anglo-nizozemskou válku. To vedlo k dohodě známé jako Trojitá aliance (Triple Alliance (1668) spojenectví mezi Anglií, Spojenými provincemi a Švédskem z roku 1668, které přinutilo Francii vrátit většinu okupovaných území smlouvou z Aix-la-Chapelle.
Přestože Castelo Melhor považoval manželství a smlouvu s Francií za triumf, Portugalsko bylo finančně vyčerpáno a muselo se soustředit na obnovu svých obchodních sítí. Mnozí se postavili proti dohodě, která je zavazovala k pokračování války jménem Francie, zejména doložky zabraňující uzavření samostatného míru. Kromě toho byla Marie Savojská inteligentní a odhodlaná osoba, která chtěla sloužit francouzským zájmům a uplatňovat skutečnou moc. Afonsa VI. ovládal Castelo Melhor, který neměl v úmyslu vzdát se vlády. Marie tak byla donucena ke spolupráci se svým švagrem Petrem II. ještě před jejich údajnou milostnou aférou.
Marie Savojská přesvědčila Ludvíka XIV. že Petr II. je lepším přínosem pro podporu francouzských zájmů. V září byl Castelo Melhor propuštěn a odešel do exilu v Anglii, kde se stal poradcem krále Karla II. V lednu 1668 portugalský parlament – Generální kortes – jmenoval Petra II. králem a Afonso strávil zbytek života uvězněn nejprve na Azorách a pak v paláci Sintra v Lisabonu, kde v roce 1683 zemřel. 
Toto uspořádání otevřelo cestu uzavření další smlouvy. Podepsána byla v Lisabonu v únoru 1668 a tak i formálně ukončila válku mezi Španělskem a Portugalskem. Marie Savojská odešla do kláštera a požádala, aby její manželství bylo anulováno z důvodu jeho nekonzumování. Anulování schválil příbuzný, kardinál Ludvík Bourbonský (1612 – 1669), vnuk Jindřicha IV., syn jeho přítelkyně Gabrielle d'Estrées. Marii Savojskou si v září 1668 vzal Petr II. Portgalský.